# Buza, Cluj
Buza là một xã thuộc hạt Cluj, România. Dân số thời điểm năm 2002 là 1394 người.